# Drepanophyllaria
Drepanophyllaria là một chi rêu trong họ Amblystegiaceae.